# Саламанкська школа
Саламанкською школою (ісп. Escuela de Salamanca) називають ренесанс думки серед іспанських та португальських богословів, що працювали в різних областях інтелектуальної сфери, спираючись на інтелектуальний та педагогічний доробок Франсиска де Віторія. З початку XVI століття традиційна католицька концепція людини та її відношення до Бога і світу стали зазнавати дедалі більшого тиску з боку гуманізму, протестантської Реформації та нових географічних відкриттів з їхніми наслідками. Нове мислення школи допомагало впоратися з цими проблемами. Школа отримала назву за Університетом Саламанки, де працювали де Віторія й інші представники школи.
Провідні діячі школи, богослови та юристи Франсиско де Віторія, Домінго де Сото, Мартін де Аспількуета (або Аспілікуета), Томас де Меркадо і Франсиско Суарес, були дослідниками природного права і моралі, що заповзялися примирити вчення Томи Аквінського з новим політико-економічним порядком. Їхні дослідження були зосереджені на людині та її практичних проблемах (моралі, економіці, юриспруденції тощо). Кожен з них мав конкретний обсяг спільної роботи, і ще було ристалищем, на якому випробовувалися розбіжності, що часом викликали палкі дебати в рамках школи.
Школу Саламанки в широкому сенсі можна розділити на дві вужчі: «Salmanticenses» та «Conimbricenses» з Університету Коїмбри. Першу започаткував Франсиско де Віторія (1483–1546), вона досяла своєї вищої точки при Домінго де Сото (1494-1560). «Conimbricenses» були єзуїтами, які, з кінця XVI століття перехопили у домініканців інтелектуальне керівництво католицького світу. До єзуїтів належали Луїс де Моліна (1535–1600), Франсиско Суарес (1548–1617) та Джованні Ботеро (1544–1617), який продовжив традицію школи в Італії.
Юридична доктрина Саламанкської школа покінчила із середньовічним поняттям права, висуваючи поняття свободи, незвичне в тогочасній Європі. Природні права людини опинилися, в тій чи іншій формі, в центрі уваги, зокрема права людини як тілесної істоти (право на життя, економічні права такі як право на власність) і права людини як духовної істоти (право на свободу думки і людську гідність).
Школа Саламанки переглянула концепцію природного права: це право, породжене самою природою, йому підпорядковане все, що є в природному порядку речей. Висновок такий: оскільки всі люди мають однакову природу, вони мають однакові права на життя і свободу. Такі погляди були новими в Європейській думці і йшли врозріз з поширеною в Іспанії та Європі думкою, що люди корінних народів американського континенту не мають таких прав.

## Суверенітет
Валенсійська школа вирізняла дві царини влади, природну, або цивільну сферу, та сферу надприродного, через межі яких у середньовіччі часто переступали, наприклад  королі отримували право на інвеституру, а папа — світську владу. Один прямий наслідок поділу сфер влади полягав у тому, що король чи імператор не мали законної юрисдикції над душами, а папа римський не мав легітимної світської влади. Це включало пропозицію про те, що є обмеження на законні повноваження уряду. Таким чином, за словами Луїса де Моліна, нація є аналогом спілки купців (попередник сучасної корпорації) в тому, що ті, хто керує, мають владу (ефективно є суверенами), але влада, якій вони підкоряються, колективна й випливає від них усіх разом. Попри це, де Моліна вважає, що влада суспільства над особистістю більша, ніж та, яку купецька спілка має над своїми членами, тому що джерелом влади народного уряду є Божа сила (а не просто влада окремих суверенів над собою у ділових стосунках).
У цей час в королівстві Англія сталися великі зміни. Англійський король отримав легітимне право промовляти від імені Бога і став єдиним законним одержувачем еманації Божої влади, що зобов'язувало підданих виконувати веління монарха, щоб не суперечити Божому замислу. Всупереч цій тенденції, кілька адептів школи відстоювали думку, що саме люди є рушієм божественного суверенітету, який вони, у свою чергу, передають на певних умовах правителю. Можливо, далі за всіх у цьому напрямі просунувся Франсиско Суарес, чия робота (Захист католицької віри проти помилок англіканської секти 1613 року) була найсильнішим захистом народного суверенітету в цей період. Люди народжуються вільними за своєю природою, а не рабами іншої людини, і можуть проявляти ослух аж до повалення несправедливої влади. Щодо Моліни, то він стверджува, що політична влада не належить будь-якій конкретній людині, але в його поглядах проступає тонка відмінність, він вважає, що одержувачем Божої влади є народ як ціле, а не сукупність суверенних індивідів. Аналогічно Жан-Жак Руссо в теорії народного суверенітету вважає колектив людей вищим за суму окремих членів.
Габріель Васкес (1549–1604) стверджував, що природне право не обмежується індивідом, але накладає й на суспільства обов'язок діяти у згоді і користуватися правом на справедлививе правосуддя.
Для Суареса, політична влада суспільства договірна за походженням, тому що спільнота формується на основі консенсусу вільних воль. Наслідком цієї «контрактуалістської» теорії є те, що природна форма правління — демократія або республіка, а олігархії або монархії виникають як вторинні інститути, чиї претензії на справедливість ґрунтуються на тому, що таку форму правління обрав (або принаймні згодився на неї) народ.

## Закон народів і міжнародного права
Франсиско де Віторія був, мабуть, першим хто розробив теорію jus gentium трактування міжнародного права (права народів), і тому є важливою фігурою в переході до сучасності. Він екстраполював свої ідеї законної суверенної влади в суспільстві на міжнародний рівень, уклавши, що й у цій області повинні правити  справедливі форми, що поважають права всіх. Загальне благо світу належить до вищої категорії у порівнянні з благом кожної держави. Це означало, що відносини між державами повинні перейти від виправдання силою до виправдання законом і справедливістю. Деякі сучасні вчені поставили під сумнів витоки міжнародного права, яке підкреслює епохальний текст De jure belli ac pacis (вівтар світу) Гуго Гроція, і ратують з того, що вважали Віторія і, пізніше, Суареса важливими провісниками і, потенційно, засновниками в цій області. Інші, такі як Коскенніємі, заперечують, що жодного із цих гуманістів і схоластичних мислителів не можна вважати засновниками міжнародного права в сучасному розумінні цього слова, замість цього розмістивши початок у період після 1870 року.
Франсиско Суарес розділив поняття jus gentium. Працююччи з уже добре сформульваними категоріями, він ретельно відрізняв ius inter gentes (що відповідає сучасному міжнародному праву) від ius intra gentes. Ius inter gentes є спільним для більшості країн, але належало до позитивного права, а не до природного права, тобто не обов'язково було універсальним. З іншого боку, ius intra gentes, або цивільне право, є специфічним для кожної нації.

## Просто війна
Враховуючи, що війна — одне з найстрашніших лих, від якого постраждало людством, прихильники школи міркували про те, що воно повинно застосовуватися лише тоді, коли це було необхідно для того, щоб запобігти ще більшому злу. Дипломатична угода краща, навіть для сильнішої сторони, перш ніж почнеться війна. Прикладами «справедливої війни» є:
- Самооборона, поки існує розумна ймовірність успіху. Якщо невдача вирішена, то це просто марне проливання крові.
- Превентивна війна проти тирана, який збирається атакувати.
- Війна, щоб покарати винного ворогом.

Війна — це не законні або незаконнонароджені просто на основі своєї первісної мотивації: вона має забезпечити дотримання низки додаткових вимог:
- Необхідно, щоб відповідь була відповідна злу; застосування більшої кількості насильства, ніж це необхідно, означало б несправедливу війну.
- Влада оголошує війну, але їхнє рішення не є достатньою причиною для початку війни. Якщо народ виступає проти війни, то вона нелегітимна. Народ має право скинути уряд, який веде чи збирається вести несправедливу війну.
- Після початку війни залишаються моральні обмеження для дій. Наприклад, не можна нападати на невинних або вбивати заручників.
- Перед початком війни необхідно використовувати всі можливості діалогу та переговорів; війна є законною лише в крайньому випадку.

Відповідно до цієї доктрини, експансіоністські війни, війни задля збагачення, війни за навернення невірних або язичників і війни за славу є несправедливими.

## Підкорення Америки
У період зародження колоніалізму Іспанія була єдиною Західною Європейською країною, в якій група інтелектуалів ставила під сумнів легітивність завоювань, а не просто намагалася виправдати такі війни традиційними засобами.
Франсиско де Віторія почав свій аналіз завоювання, відмовившись від «незаконнонароджених титулів». Він був першим, хто наважився поставити під сумнів, чи були булли Олександра VI, відомі як «Були пожертвування», дійсним титулом панування над нововідкритими територіями. У цьому питанні він не влаштував загальний примат імператора, авторитет папи (тому що папі, за його словами, не вистачало світської влади), ні вимоги добровільного підпорядкування або перетворення корінних американців. Їх не можна було вважати грішниками чи нерозумними: вони були вільними людьми за своєю природою, із законними правами власності. Коли іспанці прибули до Америки, вони не принесли законного титулу, щоб окупувати ці землі й стати їхніми господарем.
Віторія також проаналізував, чи були законні претензії на право власності на відкриті землі. Він розробив до восьми законних титулів панування. Перший і, мабуть, найбільш фундаментальний стосується спілкування між людьми, які разом становлять універсальне суспільство. Ius peregrinandi et degendi — це право кожної людини подорожувати та займатися торгівлею в усіх частинах землі, незалежно від того, хто керує або яка релігія на території. Для нього, якщо «індіанці» Америки не дозволять вільний транзит, потерпілі мали право захищатися й залишатися на землі, отриманій у такій війні на самооборону.
Друга форма законного права власності на відкриті землі також посилається на право людини, перешкода якого є причиною справедливої війни. Індіанці могли добровільно відмовитися від навернення, але не могли перешкодити праву іспанців проповідувати, і в цьому випадку справа буде аналогічною першому випадку. Тим не менш, Віторія зауважив, що хоча це може бути підставою для справедливої війни, не обов’язково вести таку війну через смерть і руйнування.
В інших випадки цієї казуїстики: 
- Якщо язичницькі володарі змусять навернених повернутися до ідолопоклонства.
- Якщо на нововідкритій землі знайдеться достатня кількість християн, які захочуть отримати від Папи християнський уряд.
- У разі повалення тиранії або уряду, який завдає шкоди невинним (наприклад, людські жертви).
- Якщо на соратників і друзів напали — як і на тлакскальтеків, які були в союзі з іспанцями, але піддані, як і багато інших людей, для ацтеків це знову може виправдати війну з подальшою можливістю законного завоювання, як у першому випадку.
- Остаточний «законний титул», хоча сам Віторія кваліфікував як сумнівний, є відсутність справедливих законів, магістратів, сільськогосподарської техніки тощо. У будь-якому випадку, титул, отриманий відповідно до цього принципу, має здійснюватися з християнською милосердям і на користь індіанців.

Ця доктрина «законних» і «незаконних» титулів не була погоджена імператором Карлом V, тодішнім правителем Іспанії, оскільки вона означала, що Іспанія не мала особливих прав; він безуспішно намагався перешкодити цим богословам висловлювати свою думку з цих питань.

## Економічна думка Саламанкської школи
Велику увагу привернуто до економічній думці Саламанкської школи Йозефа Шумпетера «Історія економічного аналізу» (1954). Вона не вигадала, а, безумовно, закріпила використання терміна Саламанкська школа в економіці. Шумпетер вивчав схоластичну доктрину загалом і іспанську схоластичну доктрину зокрема, високо оцінив високий рівень економічної науки в Іспанії в XVI столітті. Він стверджував, що Саламанкська школа заслуговує найбільше на те, щоб вважатися засновником економіки як науки. Школа не розробила повної доктрини економіки, але її представники створили перші сучасні економічні теорії для вирішення нових економічних проблем, які виникли з кінцем середньовічного ладу. На жаль, їхня робота не була продовжена до кінця XVII століття, і багато з їхніх внесків були забуті, щоб пізніше їх відкрили інші.
Англійська історикиня економічної думки Марджорі Грайс-Хатчінсон, учениця й послідовниця Фрідріха Гаєка, опублікувала безліч статей і монографій по школі Саламанки.

## Економічна думка Саламанської школи як попередники Австрійської школи
Економічна думка саламанкської школи багато в чому аналогічна думці Австрійської школи економіки. Мюррей Ротбард називав їх «прото-австрійцями».
Це вважається одним із найбільш значущих внесків професора Мюррея Н. Ротбарда. Адже він показав, що передісторію австрійської школи економіки слід шукати в роботах іспанських схоластів, відомих як «Siglo de Oro Español» ( «Іспанське золоте століття»), яке тривало із середини 16 століття до 17 століття. Мюррей Ротбард вперше розвинув цю тезу в 1974 році у статті під назвою «Нове світло передісторії австрійської школи», яку Ротбард представив на конференції, що відбулася в Південному Роялтоні, і яка поклала початок помітному відродженню австрійської школи протягом останніх десятиліть. Ця стаття була опублікована через два роки в The Foundations of Modern Austrian Economics, Edwin Dolan (ed.), Sheed & Ward, Kansas City 1976, pp. 52–74. ЦІєї ж точки зору дотримувався і Фрідріх Гаєк.
Згідно Хесуса Уерта де Сото, представники Саламанкської школи у сформулювали наступні принципи економіки:
1. Суб’єктивну теорію цінності.
2. Правильний взаємозв’язок між цінами та витратами («витрати йдуть за цінами»).
3. Динамічну природу ринку і недосяжність моделі рівноваги.
4. Динамічну концепцію конкуренції, яка розглядалася як суперництво між продавцями.
5. Принцип часової преференції.
6. Викривлюючий вплив інфляції на економічне життя.
7. Критичний аналіз організації банківської справи на основі часткового резервування.
8. Визнання того, що банківські депозити формують частину грошової маси.
9. Неможливість організовувати суспільство наказами і примусом через відсутність інформації, яка б могла забезпечити координацію на основі таких наказів.
10. Підхід, що усі невиправдані вторгнення у ринкову діяльність є порушення природного права.

Іспанські інтелектуальні попередники австрійської школи економіки були переважно схоластами, які викладали мораль і теологію в Університеті Саламанки. Ці схоласти були переважно або домініканцями, або єзуїтами, і вони змогли сформулювати суб’єктивістську, динамічну та лібертаріанську традицію, якій через 250 років Карл Менгер та його послідовники Австрійської школи нададуть такого великого значення. Можливо, найбільш лібертаріанська з усіх схоластиками, зокрема в його пізніших працях, був отець-єзуїт Хуан де Маріана.

### Антецеденти
У 1517 році, де Віторія, в Сорбонні, давав консультацію для іспанських купців з Антверпена про моральну легітимність займатися будь-якою комерційною діяльністю для збільшення особистого багатства. З точки зору сьогодення, можна було б сказати, що вони просили консультації щодо підприємницького духу. Починаючи з того часу, Віторія та інші богослови розглядали економічні питання. Вони відійшли від поглядів, які вони вважали застарілими, прийнявши замість них нові ідеї, засновані на принципах природного права.
Згідно з цими поглядами, природний порядок ґрунтується на «свободі переміщення» людей, товарів й ідей, дозволяючи людям дізнатися один про одного й підвищити їхнє почуття братерства — це означає, що купецтво не тільки не шкодить, але, навпаки, служить загальному благу.

### Приватна власність
Прихильники школи «Валенсії» погодилися з тим, що нерухомість має сприятливий вплив на стимулювання економічної активності, яка, у свою чергу, робить свій внесок у загальний добробут. Дієго Коварубіас де Лейва (1512–1577) вважав, що людина має не тільки право власності, але, знову ж таки, специфічно сучасне уявлення — має виняткове право на вигоду від цієї власності, хоча громади можуть також отримати вигоду. Тим не менш, у часи великої необхідності, там всі товари стають суспільними.
Луїс де Моліна стверджував, що індивідуальні власники краще піклуватимуться про їхній товар, ніж про той, що належить до спільного майна, у вигляді «трагедії громад».

### Гроші, цінності та ціна
Найбільш повна й методична розробка Саламанкської школи — це теорія вартості були Мартін-де-Azpilcueta (1493–1586) і Луїс де Моліна. Цікавить ефект дорогоцінних металів, які прибувають з країн американського континенту, де Azpilcueta доведено, що в країнах, де дорогоцінні метали були в дефіциті, ціни на них були вище, ніж у тих, де вони були в достатку. Дорогоцінні метали, як і будь-які інші товари, високо цінуються завдяки своїй обмеженій кількості. Ця дефіцитна теорія вартості була попередником кількісної теорії грошей, яку висунув трохи пізніше Жан Боден (1530–1596).
До того часу, переважає теорія цінності була середньовічна теорія, заснована на собівартості продукції як єдиному визначальному чиннику справедливою ціною (варіант вартості виробництва теорія вартості, зовсім недавно проявився у трудовій теорії вартості). Дієго де Коваррубіас і Луїс де Моліна розвинена суб'єктивна теорія цінності і цін, які стверджували, що корисність товару варіювалася від людини до людини, так просто ціни б виникнути взаємної рішень у вільну торгівлю, за винятком спотворюючого впливу монополій, шахрайства, або державне втручання. Висловлюючи це в сьогоднішньому вираженні, прихильники школи захищали вільний ринок, де Справедлива ціна товару буде визначатися попитом і пропозицією.

На це Луїс Саравия-де-ла-Кальє пише в 1544 році:
Ті, хто вимірюють тільки ціна на працю, витрати і ризик, понесені людина, яка займається викладкою товару, або виробляє його, або вартість транспортних або рахунок подорожей... або по тому, що він повинен заплатити факторів для їх галузі, і ризик, і працю, значно помилково... Всього в ціні виникає від надлишку або дефіциту товарів, купців і грошей...а не від витрат, праці та ризиків... Навіщо тюк білизна привозили по суші з Бретані за великі гроші буде коштувати більше, ніж той, який транспортується недорого на морі?.. Чому книга, написана від руки коштує більше, ніж та, яка друкується, коли остання краща, хоча й дешевша у виробництві?.. Просто в ціні не рахуючи вартості, а загальна оцінка.
Однак у школі рідко дотримуються цієї ідеї через систематично, і, як Фрідріх Хайєк писав: «ніколи до усвідомлення, що те, що було актуальним стало не просто відношення людини до конкретної речі або класу речей, а положення цієї речі в цілому... схеми, за якими чоловіки вирішують, як розподілити наявні в їхньому розпорядженні ресурси серед різних починань.

### Відсоток за позику
Лихварство (яке в той період означало стягування відсотка за позикою) завжди були негативно сприйняті католицькою церквою. На третьому Латеранському соборі засудив будь погашення боргу з більше грошей, ніж спочатку був відданий в оренду; Рада В'єнна однозначно забороняє лихварство і оголосив будь толерантне законодавство лихварства бути єретичним; перші схоласти засуджував нарахування відсотків. У середньовічній економіки, кредити були виключно наслідком необхідності (неврожай, пожежі на робочому місці) і, в цих умовах, вважалося морально неприпустимим стягнення відсотків.
В епоху Відродження, більшої мобільності людей стимулював зростання торгівлі і поява відповідних умов для підприємців, щоб почати новий прибутковий бізнес. Враховуючи, що позикові гроші були не лише для споживання, але для виробництва як ну, це не можна розглядати таким же чином. Школа Саламанки розроблені різні причини, які послужили підставою для нарахування відсотків. Людина, що отримав позику на користь; можна розглянути інтерес як премію за ризик прийнятих кредитування партія. Виникає також питання альтернативних витрат, у тому, що кредитування партія втратила інші можливості використання позикових грошей. Нарешті, мабуть, саме спочатку було розгляд самі гроші як товар, і використовувати свої гроші як щось, для яких потрібно буде отримувати вигоду у вигляді відсотків.
Мартін де "Azpilcueta" також розглянуто вплив часу, виробітку тимчасової вартості грошей. При інших рівних умовах, хотілося б отримати блага зараз, а не в майбутньому. Це перевагу вказує на більшу цінність. Інтерес, за цією теорією, є оплата за час кредитування індивідуальних позбавляється грошей.

## Богослов'я
В епоху Відродження, теологія була, як правило, знижується в умовах підйому гуманізму, з схоластика стає не більш ніж порожній і рутинної методикою. Під Франсиско де Віторія, в університеті Саламанки Сід період інтенсивної діяльності в галузі богослов'я, особливо Ренесанс Томізм, чиє вплив поширювався на європейську культуру в цілому, але особливо для інших європейських університетів. Мабуть, основний внесок саламанкской школи в теології є дослідження проблем набагато ближче до людяності, які раніше були проігноровані, і відкриття питання, які раніше не були поставлені. Термін позитивне богослов'я іноді використовується, щоб відрізнити цей новий, більш практичний, теології від раніше схоластичного богослов'я.

### Мораль
В епоху, коли релігія пронизувала все, аналізувати моральність акти вважалися найбільш практичне і корисне дослідження можна провести, щоб служити суспільству. Роман внески школи права і економіки, кореняться в конкретні завдання і моральні проблеми, з якими стикається суспільство в нових умовах.
Це була революційна ідея, щоб стверджувати, що віруючі християни можуть вести себе в злий манері, і люди взагалі нічого не знають християнства могли робити добро. Тобто мораль не залежить від свідомого пізнання Бога. Це було особливо важливо в плані поведінки по відношенню до поган, які не могли бути передбачуваний бути злим тільки тому, що вони не були християнами.
За довгі роки було розроблено казуїстику, фіксований набір відповідей на моральні дилеми. Однак, за своєю природою казуїстика ніколи не може бути повною, що призвело до пошуку загальніших правил чи принципів. З цього розвивається пробабілізм, де головний критерій не істина, але певність  невибору зла. Розроблений головним чином  Бартоломе де Медіна і продовжений Габріелем Васкесом та Франсиско Суаресом, пробабілізм став найважливішою школою етичної думки в наступні сторіччя.

### ПолемікаDe auxiliis
Полеміка De auxiliis була суперечкою між Єзуїтами і Домініканцями, що відбулася наприкінці XVI століття. Темою полеміки була благодать і приречення, тобто, як можна поєднувати свободу або вільну волю людини з божественним всезнанням. У 1582 році єзуїти Пруденціо Монтемайора і Фрай Луїс де Леон говорили публічно про людські свободи. Домінго Баньєс вважав, що вони надають волі занадто велику вагу й використовують термінологію, яка звучить єретично; він засудив їх до іспанської інквізиції, звинувативши їх у пелагіанстві, вірі у свободу волі людини на шкоду вченню про первородний гріх і даровану Богом благодать. Монтемайору та де Леону заборонили викладати та захищати такі ідеї.
Банез був потім засуджений Священної канцелярії Леон, який звинуватив його в «здійсненні помилки Лютеранства», що має такі вчення Мартіна Лютера. Згідно лютеранської доктрини, людина «мертвий за його гріхи» (Ефесян 2:1) як наслідок первородного гріха й не може врятувати себе своїми власними заслугами; тільки Бог може врятувати людину, «бо благодаттю ви спасенні через віру. І це не від вас, то дар Божий, не від діл, щоб ніхто не хвалився» (Ефесян 2:8-9). Баньеса був виправданий.
Тим не менш, це не кінець суперечки, яку Луїс де Моліна продовжував у Concordia liberi arbitrii cum gratiae donis (1588). Це вважається найкращим висловленням позиції єзуїтів. Полеміка тривала роками, в тому числі спроби домініканців, щоб отримати від папи Климента VIII засудження Concordia де Моліни. Нарешті Павло V в 1607 році визнав свободи домініканців та єзуїтів відстоювати свої ідеї, заборонні, що обидві сторони цього спору можна охарактеризувати як єресь.

### Існування зла у світі
Існування зла у світі, створеному і керованим нескінченно добрим і могутнім Богом, довгий час вважалося парадоксальним (див. проблема зла). Віторія примирив парадокс, стверджуючи спочатку, що вільна воля — це дар від Бога кожній людині. Неможливо, щоб кожна людина завжди вільно вибирала тільки хороше. Таким чином, зло є результатом здатності людини не вибирати добро в силу її вільної волі.